# Villefranche-d'Albigeois
Villefranche-d'Albigeois é uma comuna francesa na região administrativa da Occitânia, no departamento de Tarn. Estende-se por uma área de 22.09 km², e possui 1.250 habitantes, segundo o censo de 2018, com uma densidade de 57 hab/km².